# Parapagurus sinensis
Parapagurus sinensis är en kräftdjursart som beskrevs av de Saint Laurent 1972. Parapagurus sinensis ingår i släktet Parapagurus och familjen Parapaguridae. Inga underarter finns listade i Catalogue of Life.